# 第5世代移動通信システム
第5世代移動通信システム（だい5せだいいどうつうしんシステム、英語: 5th Generation Mobile Communication System, 「5G」）とは、1G・2G・3G・4Gに続く国際電気通信連合 (ITU) が定める規定「IMT-2020」を満足する無線通信システムである。一般的に英語の"5th Generation"から、「5G」（ファイブジー、ごジー）と略される。

## 概論
ITU-Rは5Gへの要求要素「IMT-2020」として、高速大容量 (eMBB:Enhanced Mobile Broadband) 、低遅延 (URLLC:Ultra Reliable Low Latency Communications) 、多数同時接続 (mMTC:Massive Machine Type Communications) の3つを定義しており、2020年現在IMT-2020の規定を満たすための標準化を行っているのは3GPPのみである（詳しい目標値については「IMT-2020」を参照）。

### 高速大容量 (eMBB)
5Gでは、急増し続ける通信混雑・遅延への対応が課題となっており、無線周波数帯の確保が重要視される。また、通信速度をより高速にするため、これまでの世代より高い周波数帯を用いる予定である。それらの周波数帯では、電波の直進性も（これまでの世代より）高くなることから、携帯電話基地局の影では電波が届きにくくなり、その点をカバーするには多数の携帯電話小型基地局（マイクロセル）を数十メートル単位で設置する必要が出てくることになる。通信速度の高速化は、シャノン＝ハートレーの定理により、高消費電力も招きうるものであるため、モバイル環境での電池容量の確保も、技術的な課題となっている。もっとも、モバイル環境における安定した電力確保の問題は、第3世代移動通信システムから続く永続的な問題でもある。
サービス開始時の5Gの通信速度は、NTTドコモが下り最大3.4Gbps・上り182Mbps、auが下り最大2.8Gbps・上り最大183Mbps、ソフトバンクが下り最大2.0Gbps・上り103Mbpsである。

### 高信頼低遅延 (URLLC)
無線区間については、無線通信方式の改良により、より低遅延な無線区間の通信も実現する。通信経路距離については、基地局等、端末に近い場所にサーバーを置くことで端末-サーバー間の往復遅延を減らす「モバイルエッジコンピューティング」が同時に導入される見込み。「モバイルエッジコンピューティング」を導入することで、基地局等、端末に近い場所に計算資源を置き処理する事で、センターのサーバーへ伝送するデータ量を低減する効果も見込まれている。一定値以下の遅延を維持するQoSの実現のため、5Gネットワークスライシング技術も検討されている。

### 多数同時接続 (mMTC)
基地局1台から同時に接続できる端末を従来に比べて飛躍的に増やせることである。 例えば、これまでは自宅でPCやスマートフォンなど数個程度の接続だったものが、5Gにより100個程度の機器やセンサーを同時にネットに接続することができるようになる。

## 導入期の構成
5Gのエアインターフェースは、6 GHz以下の周波数帯を使ってLTE/LTE-Advancedと互換性を維持しつつ、6 GHzを超えたセンチ波（マイクロ波）により近い28 GHz帯帯域も使った、新しい無線通信方式を導入する。5G単独で運用する方式はSA (Standalone) と呼ばれ、LTEのコア網 (EPC) を流用し通信制御はLTEのコントロールチャネルで行う方式をNSA (Non-Standalone) と呼ぶ。

## 5Gの普及予測と普及の影響
GSMAによると、2020年代には5Gの普及に伴い、VR、AI、自動運転といった関連技術の開発が進み、これらのイノベーションにより経済の成長や産業の新陳代謝が促進され、また2025年には5Gの接続数が12億に達すると予測している。
既存の4G、LTEから5Gへの通信システムの変更に伴い、通信機器、産業機器の追加や入替が多発し、通信機器、電子部品を製造するサプライチェーンに大きな影響を及ぼすことが予想される。また、5Gワイヤレステクノロジーのメリットとして、人々の生活への変化が期待されている。会話をデバイス間でリアルタイム通訳し、多言語間でのスムーズなコミュニケーションが可能になったり、膨大なデータに基づき、危険を回避して走行させる完全自動運転の実現、IoTによるスマートシティなどが期待されるが、これらは5Gでの安定した接続を前提としており、2020年時点ではサービスエリアも狭く、電波の特性上切れやすいので、これらが実現するめどが立っていない。
利用の増大により帯域の逼迫が予想されており、周波数の利用状況を一元管理することで、利用状況に合わせ動的に割り当てるダイナミック周波数共用（Dynamic Spectrum Access、DSA）の利用も検討されている。

## 日本の状況
日本では、2014年（平成26年）9月に、企業74社や専門家14人で構成される「第5世代モバイル推進フォーラム (5GMF The Fifth Generation Mobile Communications Promotion Forum)」が設立され、5Gの技術開発や標準化に取り組んでいる。
総務省では、2016年（平成28年）10月に「新世代モバイル通信システムの技術的条件」を情報通信審議会に諮問しており、新世代モバイル通信システム委員会にて審議が行われている。2017年夏にも一部答申が行われ、これを受けて制度整備が行われる。
NTTドコモは、2010年（平成22年）より5Gに関するコンセプト検討を開始しており、2013年（平成25年）にはシミュレーターを展示、通信ベンダー各社と共同で実験を行っており、2015年（平成27年）には屋外実験4.5 Gbpsの通信に、2016年（平成28年）には20 Gbpsを超える通信に成功している。2017年（平成29年）5月より、東京臨海副都心地区（お台場）および東京スカイツリータウン周辺に「5Gトライアルサイト」を構築した。プレサービスを2019年に、商業サービス向けを2020年3月25日から提供開始された。
2019年（平成31年／令和元年）には試験サービスが始まっており、2020年東京オリンピックを前に、国内で開催のスポーツ国際試合に合わせ、観客に5Gを体感してもらう試験サービスを実施。
- ソフトバンク：8月22日にさいたまスーパーアリーナにて開催されたバスケットボール男子日本代表の強化試合にて試験サービスを提供
- KDDI：ドローン（小型無人航空機）やロボットカメラと連動した会場での警備に活用する仕組みを開発。秋以降、試験サービスを開始。
- NTTドコモ：ラグビーワールドカップ2019で、5Gを使ったスポーツ観戦のサービスを提供。

2020年（令和2年）3月25日にNTTドコモが、3月26日にKDDI・沖縄セルラーが、3月27日にソフトバンクが、それぞれeMBB (高速大容量) を実装した5Gのサービスを開始した。
5G向けに割当てられた3.5 GHz帯（Sバンド）・4.5 GHz帯（Cバンド）・28 GHz帯（Kaバンド）は電波が飛びにくくエリアがつくりにくいため、LTEやBWAで利用している周波数で5Gを運用する際の技術的条件について2020年3月に情報通信審議会から一部答申があり、総務省が運用規定の整備を速やかに行うと発表している。
2021年7月20日、武田良太総務相は「テレビ局の中継用電波と5G通信の周波数共用」に関し、年度末の実用化に向けて取り組んでいると発表した。
5Gの展開で日本は世界に遅れをとったことから、NTTでは次世代の「6G」普及で先んじるため、ソニーやインテルと共に新たなネットワーク「IOWN（アイオン）」の構想を抱く。NTTは6月には、かつて「電電ファミリー」と呼ばれ、通信端末などを手がけたNECとの資本業務提携も発表し、グループ力の結集を急いでいる。

### 日本の周波数割り当て状況
| 周波数 (MHz) | 700                  | 1700                       | 2300                   | 2500    |
| --- | -------------------- | -------------------------- | ---------------------- | ------- |
| LTEバンド | Band28               | Band3                      |                        | Band41  |
| 5G新無線周波数帯 | n28                  | n3                         | n40                    | n41     |
| 割当先 | K、D、S              | K、R、S、D                 | K                      | W、U    |
| 他システム | 旧アナログテレビ放送 | 旧公共業務用無線局（固定） | 放送業務および公共業務 | 地域BWA |
| 凡例 D NTTドコモ K KDDI・沖縄セルラー電話 S ソフトバンク R 楽天モバイル U UQコミュニケーションズ W Wireless City Planning ロ ローカル5G |                      |                            |                        |         |

| 周波数 (MHz)                                                                          | 周波数 (MHz)     | 3400                         | 3500                         | 3600                         | 3700                         | 3800                         | 3900                         | 4000                         | 4100                         | 4200             | 4300             | 4400 | 4500 | 4600 | 4700 | 4800 | 4900                 | 5000 |
| ------------------------------------------------------------------------------------- | ---------------- | ---------------------------- | ---------------------------- | ---------------------------- | ---------------------------- | ---------------------------- | ---------------------------- | ---------------------------- | ---------------------------- | ---------------- | ---------------- | ---- | ---- | ---- | ---- | ---- | -------------------- | ---- |
| 4G                                                                                    | 4G               | 〇                           | 〇                           | N/A                          | N/A                          | N/A                          | N/A                          | N/A                          | N/A                          | N/A              | N/A              | N/A  | N/A  | N/A  | N/A  | N/A  | N/A                  | N/A  |
| 5G                                                                                    | 割当先           | S、D                         | D、K、S                      | D                            | K                            | R                            | S                            | K                            | N/A                          | N/A              | N/A              | N/A  | D    | ロ   | ロ   | N/A  | N/A                  | N/A  |
| 5G                                                                                    | 5G新無線周波数帯 | n78                          | n78                          | n78                          | n78                          | N/A                          | N/A                          | N/A                          | N/A                          | N/A              | N/A              | n79  | n79  | n79  | n79  | n79  | n79                  | N/A  |
| 5G                                                                                    | 5G新無線周波数帯 | n77                          | n77                          | n77                          | n77                          | n77                          | n77                          | n77                          | n77                          | N/A              | N/A              | N/A  | N/A  | N/A  | N/A  | N/A  | N/A                  | N/A  |
| 他システム                                                                            | 他システム       | 固定衛星通信（ダウンリンク） | 固定衛星通信（ダウンリンク） | 固定衛星通信（ダウンリンク） | 固定衛星通信（ダウンリンク） | 固定衛星通信（ダウンリンク） | 固定衛星通信（ダウンリンク） | 固定衛星通信（ダウンリンク） | 固定衛星通信（ダウンリンク） | 航空機電波高度計 | 航空機電波高度計 | N/A  | N/A  | N/A  | N/A  | N/A  | 無線アクセスシステム | N/A  |
| 凡例 D NTTドコモ K KDDI・沖縄セルラー電話 S ソフトバンク R 楽天モバイル ロ ローカル5G |                  |                              |                              |                              |                              |                              |                              |                              |                              |                  |                  |      |      |      |      |      |                      |      |

| 周波数 (MHz) | 周波数 (MHz) | 27000                        | 27100                        | 27200                        | 27300                        | 27400                        | 27500                        | 27600                        | 27700                        | 27800                        | 27900                        | 28000                        | 28100                        | 28200                        | 28300                        | 28400                        | 28500                        | 29000                        | 29100                        | 29200                        | 29300                        | 29400                        |
| ------------ | ------------ | ---------------------------- | ---------------------------- | ---------------------------- | ---------------------------- | ---------------------------- | ---------------------------- | ---------------------------- | ---------------------------- | ---------------------------- | ---------------------------- | ---------------------------- | ---------------------------- | ---------------------------- | ---------------------------- | ---------------------------- | ---------------------------- | ---------------------------- | ---------------------------- | ---------------------------- | ---------------------------- | ---------------------------- |
| 5G           | 5G割当       | 楽天モバイル                 | 楽天モバイル                 | 楽天モバイル                 | 楽天モバイル                 | NTTドコモ                    | NTTドコモ                    | NTTドコモ                    | NTTドコモ                    | KDDI・沖縄セルラー電話       | KDDI・沖縄セルラー電話       | KDDI・沖縄セルラー電話       | KDDI・沖縄セルラー電話       | ローカル5G                   | ローカル5G                   | ローカル5G                   | ローカル5G                   | ローカル5G                   | ソフトバンク                 | ソフトバンク                 | ソフトバンク                 | ソフトバンク                 |
| 5G           | 5G Band      | n257                         | n257                         | n257                         | n257                         | n257                         | n257                         | n257                         | n257                         | n257                         | n257                         | n257                         | n257                         | n257                         | n257                         | n257                         | n257                         | n257                         | n257                         | n257                         | n257                         | n257                         |
| 他システム   | 他システム   | 固定衛星通信（アップリンク） | 固定衛星通信（アップリンク） | 固定衛星通信（アップリンク） | 固定衛星通信（アップリンク） | 固定衛星通信（アップリンク） | 固定衛星通信（アップリンク） | 固定衛星通信（アップリンク） | 固定衛星通信（アップリンク） | 固定衛星通信（アップリンク） | 固定衛星通信（アップリンク） | 固定衛星通信（アップリンク） | 固定衛星通信（アップリンク） | 固定衛星通信（アップリンク） | 固定衛星通信（アップリンク） | 固定衛星通信（アップリンク） | 固定衛星通信（アップリンク） | 固定衛星通信（アップリンク） | 固定衛星通信（アップリンク） | 固定衛星通信（アップリンク） | 固定衛星通信（アップリンク） | 固定衛星通信（アップリンク） |

#### 干渉調整問題
n77・n78(3.5GHz帯）、n257(28GHz帯)については、固定衛星通信と利用周波数を共有している。そのため、衛星への干渉を防ぐため、事前に影響をシミュレーションした上で干渉を避けるための協議を基地局設置の都度、行う必要がある。
n79(4.5GHz帯)のNTTドコモ・ローカル5Gについては、衛星との協議がないため、利用のハードルは相対的に低くなる。

#### ローカル5G
日本国内では、通信事業者だけでなく、様々なニーズに応じて主体が利用可能な「ローカル5G」という制度が新設された。たとえば「工場の建物内で、工場内専用の5Gを吹いて利用する」といった構内専用線のような使い方が可能になる。免許割当が必要である他、電波発射には無線従事者免許証が必要でありローカル5G免許を受ける企業内に無線従事者を置く必要がある。
NSA方式の5Gを運用するには、アンカーバンドと呼ばれるLTEバンドが必要となる。既存のLTE事業者からアンカーバンドを借りてシステム接続する方法に加えて、2.5 GHz帯について「自営等BWA」という制度が新設されており、NSA方式の5Gのアンカーバンドとして利用ができる。また、免許が不要である1.9 GHz帯についても、sXGPをアンカーバンドとして利用できるようにすることが検討されている。自前で、アンカーバンドの自営等BWAやsXGPを用意する場合、5Gの基地局に加えて、アンカーバンドの基地局、LTEコア網設備 (EPC) も自前で用意する必要がある。
富士通が国内初の商用ローカル5Gを2020年3月27日にスタートした。
|                  | ローカル5G         | キャリア5G         | Wi-Fi6         |
| ---------------- | ------------------ | ------------------ | -------------- |
| バンド           | n257, n79          | n77, 78, n79, n257 |                |
| 変調方式         | OFDMAまたはSC-FDMA | OFDMAまたはSC-FDMA | OFDMA          |
| 実効スループット | 下り2 Gbps程度     | 下り2 Gbps程度     | 下り5 Gbps程度 |
| 無線遅延         | 4ミリ秒            | 4ミリ秒            | 30ミリ秒       |

### 5G端末の普及状況
2021年7月の調査にて、5G端末を所持している人の割合は17.1%、実際に5Gを体験したことがある人の割合は11.2%という結果となった。

## 世界の状況
2018年5月14日に、中東のカタールではオレドーが世界初の商用5Gサービスを発表するも、対応端末やサービスについてのアナウンスはなかった。ネットワークを構築した中華人民共和国のZTEが、米中貿易戦争でアメリカ合衆国商務省から禁輸措置を受けたためとされる。
2018年10月1日、アメリカ合衆国のベライソンは、「宅内限定」ながら、世界初の商業5Gサービス開始を発表した。
2018年12月1日、大韓民国でも、世界初の企業向け商用5Gサービスを開始したと発表した。
韓国では2019年4月5日、アメリカ合衆国では2019年4月11日にそれぞれ一般消費者向けの商用5Gサービス開始予定であったが、アメリカのベライゾン・コミュニケーションズは、予定よりも約1週間の前倒しで4月3日にサービス開始を発表し、一方の韓国大手移動通信三社（KT、SKテレコム、LGユープラス）も、2日の前倒しで同日午後11時にサービス開始を発表してそれぞれが「世界初」を主張した。ただし、一般消費者向けの対応端末の供給は、ベライゾンは3日の開始時点で5Gモジュールを装着した中国レノボ傘下のモトローラ・モビリティの「Moto Z3」のみであり、韓国は5日に発売されたサムスン電子のGalaxy S10 5Gのみであった。また、サムスン電子は価格を7万円程度に抑えて顧客の裾野を広げ、先進国で5G対応の高機能モデルや折り畳み型といった最新鋭の機種を打ち出しながらも、新興国向けには機能を絞って価格を抑えた廉価版を拡販する。インドで中国製品のボイコット運動が広がったことで、サムスンが「漁夫の利」を得る構図となっている
2019年4月現在、26社48種の5G対応デバイスが発表されている。採用されているチップセットはファーウェイ、インテル、MediaTek、クアルコム、サムスン電子の5社。同年5月にレノボとクアルコムは世界初の5G対応PCを発表した。
2019年中に、世界各国で5Gサービスが稼働を開始した。ヨーロッパでは2019年4月、スイスでスイスコムとエリクソンの2社によって欧州初となる5Gサービスが稼働開始。東南アジアでは2019年7月、フィリピンでグローブ・テレコムがASEAN初となる5Gサービスを開始。アフリカでは2019年9月に南アフリカ共和国でアフリカ初となる5Gサービスが開始。2019年10月にはグアムでドコモパシフィックが5Gサービスを開始している。
2019年、米中貿易戦争が激化し、さらに国家情報法を制定した中国政府への懸念を背景に、アメリカでは中国製品を締め出す圧力をかける中で、各国に対してファーウェイ製の5Gサービス用機器を使用しないように要請を行った。イギリス政府は、当初アメリカと一線を画していたが中国による香港民主化運動への締め付けや、新型コロナウイルスの情報公開に不満や疑念を持つ過程で方針を次第に転換し、2020年7月14日にはファーウェイ製品の締め出しを表明することとなった。華為排除に慎重だったドイツが方針転換すれば、同社へのさらなる打撃となりそうだ。ロイターによると、5G部品の提供企業の技術や信頼性をみる審査で、これまでは中核技術に絡む企業のみを対象にする方針だったが、アンテナなど無線技術の部品にも広げる。華為が強い分野で、信頼性などを理由に参入が難しくなる可能性が指摘されている。5Gサービスに必要な機器のシェアはファーウェイ製が多数を占めることもあり、今後の普及に大きな影響をもたらすこととなった。

### 大韓民国
韓国では、2018年12月1日に世界初の企業向け商用5Gサービスを開始（前述）。韓国大手移動通信三社にによる5Gサービスが展開されることとなったが、2020年8月に政府が行った品質評価では、ダウンロード速度が4Gサービス（158Mbps）の4 - 5倍にとどまっており、通信各社の「4Gの最大20倍高速」という主張との間に隔たりがあることが判明した。通信各社は「28GHz帯が解放されれば、スピードが大幅に速まることになる」と説明しているが、韓国政府は2020年10月時点で28GHz帯の全面開放は想定しておらず、全国で画一的な5Gサービスを提供することは難しい状況となっている。

### 国際ローミング
国際ローミングについては、2020年9月にNTTドコモがアメリカ（AT&T）からのローミング受け入れ（ローミングイン）を開始しているほか、2021年4月にはソフトバンクが韓国（SKテレコム）へのローミング（ローミングアウト）を開始、2022年7月にはドコモがWORLD WINGの対象に5Gを追加するなど、一部でサービスが始まっているが、2022年現在はまだ機種・エリア等が限られた状態である。

## 標準化
3G時代から移動体通信の標準化を行っていた3GPPでは、Release 15以降に5Gの仕様を含めている。

### 5Gフェーズ1
3GPPが「5G Phase 1」（※5Gの一段階目、の意）としている仕様群は、Release 15に含まれ、2017年12月に、Phase1のシステムアーキテクチャが、TS23.501, TS23.502, TS23.503 として提供された。2018年6月に主要仕様が標準化され、2019年内に細部を含めた仕様が確定する予定となっている。
高速大容量eMBBの機能が中心。

### 5Gフェーズ2
「5G Phase 2」（※5Gの二段階目、の意）の仕様群を含むRelease 16は2020年6月に仕様が確定する予定となっている。 URLLCについて5GCも含めて規定している。

### 5Gフェーズ3
Release 17は2020年より、仕様策定が開始され、2022年3月には仕様を凍結した。
議論されている主要な機能は次の通り。
ｍMTC
5G版のセルラーIoT規格「NR-Light」、省電力機能の拡張。
eMBB
免許不要60 GHz帯における、NR-Uのサポート。
URLLC
URLLCの商用利用に向けての拡張提案。
産業用NW
プライベートWANのサポート、Time-Sensitive Networkingの統合。
ブロードキャスト機能
パブリックセーフティー、V2X、5Gテレビ放送向けの、5Gマルチキャスト、ブロードキャスト機能。
ネットワーク管理
AIによる5Gコアネットワークの運用自動化や、自動的なネットワークスライシングの運用。
クラウドゲームに最適化されたQoS機能の追加。

### 5G-Advanced
Release 18は2021年に5G-Advancedと名称を決定し、2022年より仕様策定が開始されている。2025年に製品が登場する見込みである。

### 標準化を行っている主な団体
3GPP
第三世代携帯電話の時代から継続して、モバイル通信の標準化を行っており、5Gにおいても各国・地域に存在する下記の主要標準化団体の取りまとめ的な役割を果たしている。
5GPP
2013年にヨーロッパに点在していた複数の研究団体が合併して発足した団体。
ヨーロッパでは、METIS (Mobile and wireless communications Enablers for the Twenty-twenty (2020) Information Society) の主導で5GNOW、iJOIN、MIWEBA、CREW、EVARILOSなどの技術開発や標準化を進め、2015年に欧州委員会によって設立された5GPPP(5G Public-Private Partnership Association) に合流した。
5G Forum
2013年に韓国で設立された官民団体。
5GMF
2014年に電波産業会で設立された日本の団体。
IMT-2020 5GPG
2015年に工業情報部で設立された中国の団体。
5G Americas
2016年に4G Americasが名称変更して設立したアメリカにおける研究団体。

## 周波数帯
5Gで使用できる電波は、3GPPの仕様書3GPP TS 38.101にて周波数帯が規定されている。
Sub6と呼ばれる6 GHz帯以下の周波数はFR1、ミリ波帯はFR2と呼ばれる。

## 5Gを支える技術

### Massive MIMO
LTE-Advancedでの8×8 MIMOを超えて、アクティブ・フェーズドアレイ・アンテナを用いたマルチビーム多重化を行い、同時に異なるデータを送れるようにすることで高速通信を実現する。

## デマ・流言
- 2020年3月、イギリスでは新型コロナウイルス（COVID-19）の感染が拡大。この原因としてヨーロッパ各地で「5Gの電波を通してウイルスが拡散している」とのうわさが流れ、携帯電話用の電波施設への放火が相次いだ（インフォデミック）。2020年4月5日、イギリス政府の閣僚はウイルスの流行と5Gシステムの因果関係を否定する記者会見を相次いで行った[61]。日本では「新型コロナウイルスワクチンにマイクロチップが仕込まれ、5G通信で操作される」というデマも相次いでいる[62]。